# Benjamin Stockham
Benjamin Stockham é um actor norte-americano nascido na cidade de Santee no estado da Califórnia. Ele é mais conhecido pelo seu papel como o personagem Robby Gunderson na série de televisão da FOX Sons of Tucson. Atualmente atua na série NBC, About a Boy.

## Trabalhos
- 2014: About a Boy (telessérie)
- 2012: Two In (filme para TV) (pós-produção) como Luke
- 2012: Saving Santa (pos-produção) como Zach Logan
- 2012: Decoding Annie Parker como William Jovem
- 2012: 1600 Penn como Xander Gilchrest/Gilchrist
- 2011: Rizzoli & Isles como Aidan Dunbar
- 2011: Simon Says como Albert
- 2010: CSI: NY como Tom Reynolds Jovem
- 2010: Sons of Tucson
- 2009: Criminal Minds como Call Jovem